# ۸ ژانویه
۸ ژانویه هشتمین روز سال در تقویم میلادی است. ۳۵۷ روز (در سال‌های کبیسه ۳۵۸روز) تا پایان سال باقی است.

## رویدادها
- ۱۹۶۴ - جانسون رئیس‌جمهور آمریکا آغاز جنگ علیه فقر را اعلام کرد.
- ۲۰۲۰ - سقوط پرواز شماره ۷۵۲ هواپیمایی بین‌المللی اوکراین در پی شلیک پدافند هوایی سپاه پاسداران و مرگ همه ۱۷۶ نفر سرنشین هواپیما

## زادروزها
- ۱۵۵۶ - اوئسوگی کاگه‌کاتسو، سامورایی و جنگ‌سالار ژاپنی (درگذشته ۱۶۲۳)
- ۱۶۲۸ - فرانسوا هنری دی ماتمورنسی-باتلوو، داک دی لاکسنبرگ، ارتشبد فرانسوی (درگذشته ۱۶۹۵)
- ۱۶۳۲ - زاموئل فن پوفندرف، حقوق‌دان اتریشی (درگذشته ۱۶۹۴)
- ۱۷۳۵ - جان کارول، نخستین اسقف اعظم کلیسای کاتولیک در آمریکا (درگذشته ۱۸۱۵)
- ۱۷۶۳ - ادمون-شارل ژونه، سفیر فرانسه در آمریکا در طول انقلاب فرانسه (درگذشته ۱۸۳۴)
- ۱۷۸۶ - نیکلاس بیدل، رئیس دومین بانک آمریکا (درگذشته ۱۸۴۴)
- ۱۸۰۵ - اورسن هاید، رهبر مذهبی آمریکا (درگذشته ۱۸۷۸)
- ۱۸۰۵ - جان بیگلر، فرماندار کالیفرنیا (درگذشته ۱۸۷۱)
- ۱۸۲۱ - جیمز لنگستریت، ارتشبد هم‌پیمان آمریکا (درگذشته ۱۹۰۴)
- ۱۸۲۱ - دبلیو.اچ.ال والیس سرتیپ جنگ داخلی آمریکا (شمال) (درگذشته ۱۸۶۲)
- ۱۸۲۳ - آلفرد راسل والس، طبیعت‌شناس و زیست‌شناس بریتانیایی (درگذشته ۱۹۱۳)
- ۱۸۲۴ - ویلکی کالینز، رمان‌نویس بریتانیایی (درگذشته ۱۸۸۹)
- ۱۸۳۶ - لورنس آلما-جدیما، هنرمند هلندی (درگذشته ۱۹۱۲)
- ۱۸۶۴ - شاهزاده آلبرت ویکتور، دوک کلارنس، بزرگ‌ترین پسر شاه ادوارد هفتم
- ۱۸۶۷ - امیلی گرین بالش، نویسندهٔ آمریکایی، صلح‌جو ۱۹۴۶ (درگذشته ۱۹۶۱)
- ۱۸۷۰ - میگوئل پریمو ده ریورا، دیکتاتور اسپانیا (درگذشته ۱۹۳۰)
- ۱۸۷۱ - جیمز کریگ، نخستین وایکانت کریگ اون، نخستین نخست‌وزیر ایرلند شمالی (درگذشته ۱۹۴۰)
- ۱۸۸۱ - ویلی پایپر، پیشگام هوانوردی (درگذشته ۱۹۷۰)
- ۱۸۸۱ - هنریک شیپستد، نماینده مینه‌سوتا در مجلس سنا (درگذشته ۱۹۶۰)
- ۱۸۸۵ - ای. جی. ماست، فعال حقوق اجتماعی و صلح‌جو (درگذشته ۱۹۶۷)
- ۱۸۸۵ - جان کورتین، چهاردهمین نخست‌وزیر استرالیا (درگذشته ۱۹۴۵)
- ۱۸۹۱ - والتر بوث، فیزیک‌دان آلمانی، برندهٔ جایزهٔ نوبل (درگذشته ۱۹۵۷)
- ۱۹۰۲ - کارل راجرز، روان‌شناس آمریکایی (۱۸۸۳)
- ۱۹۰۴ - کارل برانت، جنایتکار جنگی نازی (درگذشته ۱۹۴۸)
- ۱۹۰۵ - کاردینال فرانیو شپر، رهبر گروهی از آئین‌های دینی (درگذشته ۱۹۸۱)
- ۱۹۰۸ - ویلیام هارتنل، بازیگر بریتانیایی (درگذشته ۱۹۷۵)
- ۱۹۰۹ - ویلی میلویچ، بازیگر آلمانی (درگذشته ۱۹۹۹)
- ۱۹۰۹ - اولین وود، مربی آمریکایی (درگذشته ۱۹۹۵)
- ۱۹۱۰ - گالینا یولانوفا، رقاص (درگذشته ۱۹۹۸)
- ۱۹۱۲ - خوزه فرر، بازیگر پورتوریکو (درگذشته ۱۹۹۲)
- ۱۹۲۰ - لیلا بدیربیلی بازیگر آذربایجانی.

لیلا بدیربیلی

- ۱۹۲۳ - لری استورچ، بازیگر آمریکایی
- ۱۹۲۳ - جوزف ویزنآم، دانشمند رایانه و سازندهٔ اِلیزا
- ۱۹۲۴ - ران مودی، بازیگر انگلیسی
- ۱۹۲۵ - جیمز ساندرس، نمایشنامه‌نویس
- ۱۹۲۶ - اولین لییر، صدای زیر آمریکایی
- ۱۹۲۶ - سوپی سیلز، بازیگر طنز آمریکایی
- ۱۹۲۶ - هنی موری، طراح لباس ژاپنی
- ۱۹۲۶ - کروین متیوس، بازیگر آمریکایی
- ۱۹۲۸ - سندر ونگر، روزنامه‌نگار
- ۱۹۳۱ - بیل گراهام، پیشگام موسیقی راک آلمان (درگذشته ۱۹۹۱)
- ۱۹۳۳ - چارلز اوزگود، روزنامه‌نگار آمریکایی، مفسر
- ۱۹۳۴ - الکساندرا ریپلی، نویسنده (درگذشته۲۰۰۴)
- ۱۹۳۴ - روی کینیر، بازیگر انگلیسی (۱۹۸۸)
- ۱۹۳۴ - ژاک انکتیل، دوچرخه‌سوار فرانسوی (درگذشته ۱۹۸۷)
- ۱۹۳۵ - الویس پریسلی، خواننده و بازیگر آمریکایی. (مرگ: ۱۹۷۷)

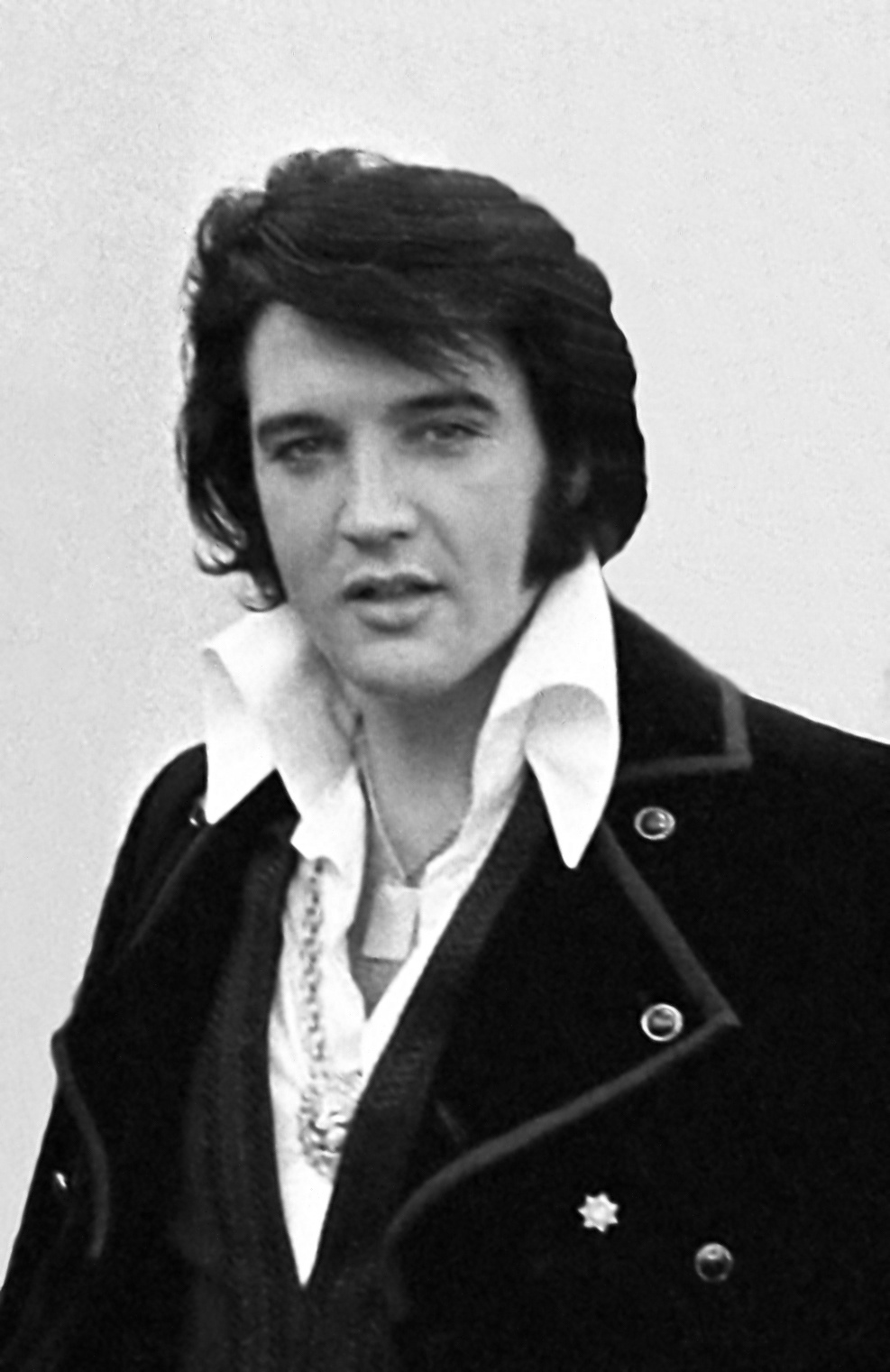
الویس پریسلی

- ۱۹۳۵ - جاسی گرن پریسلی، دوقلوی الویس پریسلی (درگذشته ۱۹۳۵)
- ۱۹۳۷ - شیرلی بسی، خوانندهٔ ولزی
- ۱۹۳۷ - جان هیوم، سیاست‌مدار ایرلند شمالی
- ۱۹۳۸ - باب یوبانکز، میزبان آمریکایی مسابقات بازی
- ۱۹۴۱ - گراهام چپمن، بازیگر طنز بریتانیایی (درگذشته ۱۹۸۹)
- ۱۹۴۱ - بوریس والهو، تصویرکش
- ۱۹۴۱ - واتنیب یاشینوری، یاکوزای ژاپنی
- ۱۹۴۲ - استیفن هاوکینگ، فیزیک‌دان نظری و مؤلف انگلیسی
- ۱۹۴۲ - جونیچیرو کوئیزومی، سیاست‌مدار ژاپنی
- ۱۹۴۲ - ایوت میمی‌یو، بازیگر آمریکایی
- ۱۹۴۲ - جورج پسمور، نقاش انگلیسی، نیمی از گیلبرت و جورج
- ۱۹۴۴ - تری بروکس، نویسندهٔ تخیلی
- ۱۹۴۶ - رابی کریگر، موسیقی‌دان آمریکایی («درها»)
- ۱۹۴۷ - دیوید بویی، هنرمند انگلیسی راک
- ۱۹۴۷ - ساموئل اسمید، عضو مجلس متحدهٔ سوئیس
- ۱۹۴۷ - لوری والترز، بازیگر آمریکایی
- ۱۹۴۹ - ولفگنگ پاک، سرآشپز مشهور اتریشی
- ۱۹۵۳ - بروس ساتر، پرتاب کنندهٔ آمریکایی بیسبال
- ۱۹۵۹ - پل هستر، طبل‌زن استرالیایی
- ۱۹۶۰ - ایگور گورباچف، سرپرست برنامهٔ بمب اتمی شوروی
- ۱۹۶۱ - کلوین اسمیت، ورزشکار آمریکایی
- ۱۹۶۶ - اندرو وود، موسیقی‌دان (درگذشته ۱۹۹۰)
- ۱۹۶۷ - میشل فوربز، بازیگر آمریکایی
- ۱۹۶۹ - آر. کلی، خوانندهٔ آمریکایی آر اند بی
- ۱۹۷۱ - جیسون جایمبی، بازیکن آمریکایی اتحادیهٔ حرفه‌ای بیسبال
- ۱۹۷۳ - شان پال، خوانندهٔ جامائیکایی ردی
- ۱۹۷۳ - مارک نایت، سازندهٔ بازی‌های ویدئویی، طراح صدا و نوازندهٔ ویولن الکتریکی
- ۱۹۷۷ - امبر بنسون، بازیگر آمریکایی
- ۱۹۷۸ - مارکو فو، بازیکن هنگ کنگی اسنوکر
- ۱۹۸۲ - کیم جونگ اون، رهبر کره شمالی
- ۱۹۸۵ - ریچل لمپا، خوانندهٔ مسیحی
- ۱۹۸۶ - داوید سیلوا، بازیکن فوتبال

## مرگ‌ها
- ۴۸۲ - سینت سیوروینس
- ۹۰۰ - ابوالعباس مبرد لغوی و نحوی برجستهٔ عربی و نویسنده در رشته‌های گوناگون.
- ۱۱۰۷ - شاه ادگار اسکاتلند
- ۱۱۹۸ - پاپ سلستین سوم
- ۱۳۵۴ - چارلز دسپنا، فرماندهٔ کل قوا در غیاب پادشاه فرانسه
- ۱۳۲۴ - مارکو پولو، جهانگرد ایتالیایی (زاده ۱۲۵۴)
- ۱۳۲۴ - جایادو دی باندون، هنرمند ایتالیایی (زاده ۱۲۶۷)
- ۱۵۵۷ - آلبرت د ورلایک، شاهزادهٔ بیروت (زاده ۱۵۲۲)
- ۱۶۴۲ - گالیو گالیله، ستاره‌شناس و فیزیک‌دان ایتالیایی (زاده ۱۵۶۴)
- ۱۷۱۳ - آرکیجلو کرلی، آهنگ‌ساز ایتالیایی (زاده ۱۶۵۳)
- ۱۷۷۵ - جان بسکرویل، ناشر انگلیسی (زاده ۱۷۰۶)
- ۱۸۲۵ - الی ویدنی، مخترع آمریکایی (زاده ۱۷۶۵)
- ۱۸۸۰ - جاشیا ای. نورتون، (زاده ۱۸۱۱)
- ۱۸۹۶ - پاول ورلین، چکامه‌سرای فرانسوی (زاده ۱۸۴۴)
- ۱۸۹۶ - ویلیام رینی مارشل، فرماندار مینه‌سوتا (زاده ۱۸۲۵)
- ۱۹۱۶ - ادا رهن، بازیگر آمریکایی (زاده ۱۸۶۰)
- ۱۹۲۱ – اما گاد، نویسنده اهل دانمارک (ز. ۱۸۵۲)
- ۱۹۳۵ - جاسی گرن پریسلی، دوقلوی الویس پریسلی (زاده ۱۹۳۵)
- ۱۹۴۱ - لرد رابرت بادن-پاول، سرباز انگلیسی، نویسنده، و بنیان‌گذار پیشاهنگی (زاده ۱۸۵۷)
- ۱۹۴۲ - جوزف فرانکلین رادرفورد، رئیس دیدبان حقوق بشر (زاده ۱۸۶۹)
- ۱۹۴۸ - کورت شویترس، نقاش آلمانی (زاده ۱۸۸۷)
- ۱۹۵۰ - یوزف شومپیتر، اقتصاددان اتریشی (زاده ۱۸۸۳)
- ۱۹۵۶ - جیم الیوت، از شهیدان مسیحی آمریکا و مبلغ مذهبی در اکوادور (زاده ۱۹۲۸)
- ۱۹۵۸ - پل پیلگریم، ورزشکار آمریکایی
- ۱۹۶۳ - کی سیج، هنرمند وهم‌گرا و چکامه‌سرا (زاده ۱۸۹۸)
- ۱۹۶۹ - آلبرت هیل، ورزشکار بریتانیایی
- ۱۹۷۰ - ژرژ گیبورگ، مجری فرانسوی (زاده ۱۸۹۱)
- ۱۹۷۲ - کنت پچن، نقاش و چکامه‌سرای آمریکایی (زاده ۱۹۱۱)
- ۱۹۷۵ - ریچارد توکر، صدای زیر مردانهٔ آمریکایی (زاده ۱۹۱۳)
- ۱۹۷۶ - چو ان‌لای، نخست‌وزیر جمهوری خلق چین (زاده ۱۸۹۸)
- ۱۹۷۹ - سارا کارتر، نوازندهٔ سنتی آمریکا (زاده ۱۸۹۸)
- ۱۹۸۰ - جان ماکلی، فیزیک‌دان و مهندس رایانهٔ آمریکایی (زاده ۱۹۰۷)